# 臺南市山上區山上國民小學
23°06′03″N 120°21′18″E / 23.100756°N 120.355105°E
臺南市山上區山上國民小學（簡稱山上國小）是臺灣臺南市山上區唯一的國民小學，並且被列為偏遠地區學校，其源自1907年設立的大目降公學校山仔頂分校。

## 校史
臺南的山上地區原為大目降公學校的學區之一，但因大目降公學校距離遙遠，因此新化東區庄長林阮金、大目降區街庄長王貴、廣儲區林邦英、新市區街庄長林老賜、北外新化區庄長簡溫其、南外新化區庄長卓源頭在1907年10月1日向當局申請設立「大目降公學校山仔頂分校」，規劃使用山上庄350番地的建物作為臨時教室，學區包含新化東里山仔頂庄、蒙正庄、牛稠埔庄，以及新化北里大營庄、大社庄、北勢洲庄，而此申請在1907年11月24日經臺灣總督府許可。1910年，由地方民眾捐款興建的校舍完工。之後，因位臺南水道水源地預計設置在山仔頂聚落旁，附近開始有較多日本人往來，為了提高當地人的國語程度，以及就學兒童增加等原因，鍾天德、張芋藷、楊龍泉、林邦英、簡溫其、李崑峯在1916年8月申請將學校獨立為「山仔頂公學校」，並在1917年4月1日正式獨立。1921年4月1日，校名隨著行政區劃改制而改稱「山上公學校」。1932年12月，校舍遷到了山上庄581番地甫完工的磚造教室，在1937年時約有男學生250人、女學生80人。1941年4月1日，學校改制為「山上國民學校」，此時的地址為臺南州新化郡山上庄山上581番地。
二戰後，學校改為「山上國民學校」 。1968年8月1日，因九年國民義務教育實施而改稱「山上國民小學」。2010年12月25日，山上鄉因臺南縣市合併改為山上區。

## 歷任校長
日治時期
- 長嶺牛清：1907年~1910年，原任臺南第一公學校教諭，後任蕭壠公學校長
- 大野石太郎：1911年~1913年，原任灣裡公學校教諭，後任林仔邊公學校長
- 笠原憲一郎：1914年~1915年，原任蔴荳公學校教諭，後任安順藔公學校長
- 加藤虎太郎：1916年，原任大目降公學校教諭，後任大目降公學校新市分校教諭
- 本田四郎：1917年~1919年，原任臺南第二公學校教諭，後任內庄公學校長
- 有馬為雄：1920年，原任內庄公學校長，後任鹽埕公學校長
- 栗原謙一郎：1921年~1926年，原任安平公學校長
- 平川貞夫：1927年~1930年，原任善化公學校訓導，後任麻豆公學校訓導
- 檜垣研一：1931年~1933年，原任嘉義第一公學校訓導，後任善化尋常小學校長
- 宇佐美力雄：1934年~1935年，原任鹽水公學校訓導，後任過溪子公學校長
- 中島潔：1936年~1939年，原任飛沙公學校長，後任新化家政女學校助教諭
- 樋口嘉雄：1940年~1945年，原任嘉義市玉川公學校訓導